# Серебровский, Александр Сергеевич
Александр Сергеевич Серебровский (6 [18] февраля 1892, Курск — 26 июня 1948, п. Болшево, Московская область) — советский генетик, член-корреспондент АН СССР (1933), академик ВАСХНИЛ (1935).
В 1930 году стал кандидатом в члены Коммунистической партии, но в её члены так и не был принят. Избирался депутатом Моссовета.

## Биография
Отец, Сергей Митрофанович Серебровский, после окончания Академии художеств в 1890 году, был приглашён на должность архитектора в Курск. Его мать, Юлия Дмитриевна, была уроженкой города Ливны. Серебровские имели пять детей: 4 сыновей и дочь.

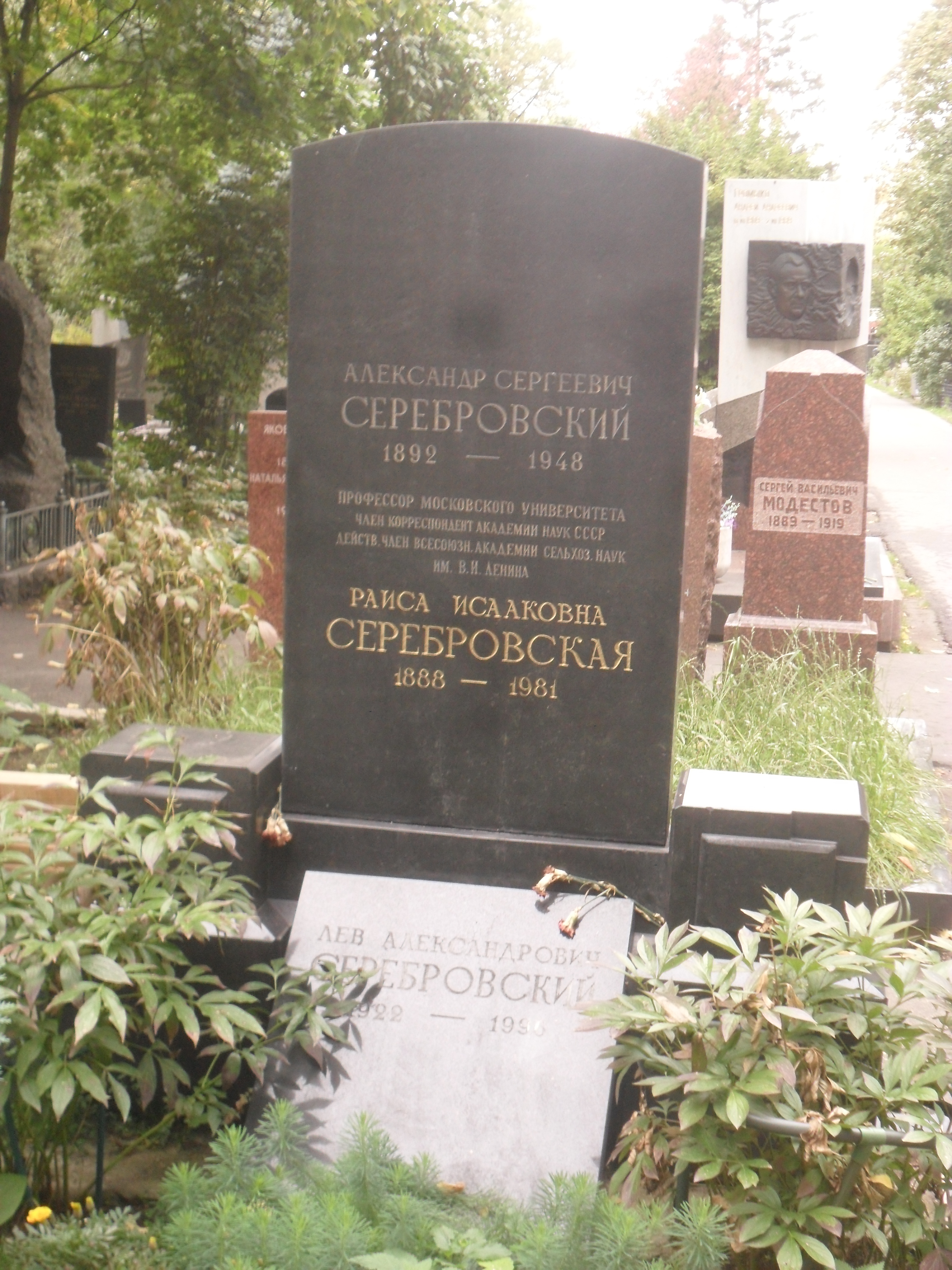
Могила Серебровского на Новодевичьем кладбище Москвы.

Учился в реальном училище Тулы. В 1909 году, окончив училище и досдав некоторые предметы за курс гимназии, Александр Серебровский поступил на естественное отделение физико-математического факультета Московского университета, по окончании которого в 1914 году участвовал в боях Первой мировой войны, затем работал на опытной станции под Тулой (1918—1921), а в 1921 году, по предложению Н. К. Кольцова (во время учёбы начал работать в лаборатории Н. К. Кольцова его учеником) принял руководство отделом генетической станции в Московской области (Аниковская генетическая станция, 1921—1928). С 1921 по 1927 год работал в Институте экспериментальной биологии АН СССР, с 1929 по 1932 год — в Биологическом институте им. К. А. Тимирязева.
Цитата из книги Серебровского 1929 года «Антропогенетика и евгеника в социалистическом обществе»: «Решение вопроса по организации отбора в человеческом обществе, несомненно, будет только при социализме после окончательного разрушения семьи, перехода к социалистическому воспитанию и отделения любви от деторождения. Мы полагаем, что решением вопроса об организации отбора у человека будет распространение получения зачатия от искусственного осеменения рекомендованной спермой, а вовсе не обязательно от любимого мужчины».
В 1929 году заведующий отдела по птицеводству и курса птицеводства и птицепромышленного в Московском зоотехническом институте.
Из воспоминаний Н. П. Дубинина:

…когда в 1929 году встал вопрос об организации лаборатории генетики в системе Научно-исследовательского института имени К. А. Тимирязева, это дело было поручено А. С. Серебровскому. Наша лаборатория со Смоленского бульвара переехала на Пятницкую, 48… К тому времени московский Зоотехнический институт разделился на целый ряд институтов по отдельным видам животноводства. В старом здании, в частности, остался Институт свиноводства. Его директор просил меня остаться в Институте и читать курс генетики. В Балашихе, рядом с Москвой, появился Институт пушного звероводства и каракулеводства. Его руководство также усиленно приглашало меня заведовать кафедрой генетики и разведения. Было мне в то время 22 года, но все они уже хорошо меня знали по лекциям и занятиям в Зоотехническом институте.
С 1930 года и до конца своей жизни — заведующий основанной им кафедрой генетики на биологическом факультете МГУ. В 1931 году он организовал во Всесоюзном институте животноводства сектор генетики и селекции.
Основные работы в области генетики животных, теории гена, генетики популяций. На рубеже 1920—1930-х годов выдвинул ряд важных теоретических положений: сформулировал гипотезу о делимости гена (и возможности измерения его размеров в единицах кроссинговера), ввёл понятие генофонда популяции и заложил основы геногеографии. Предложил принципиально новый метод борьбы с насекомыми-вредителями, основанный на массовом выпуске самцов вредных видов с генетическими аномалиями (1940).
На IV сессии ВАСХНИЛ в декабре 1936 года А. С. Серебровский заявил:

Под якобы революционными лозунгами «за истинную советскую генетику», «против буржуазной генетики», «за неискажённого Дарвина» и т. д. мы имеем яростную атаку на крупнейшие достижения науки XX века, мы имеем попытку отбросить нас назад на полвека.

В брошюре  «Антропогенетика на службе социалистическому обществу» защищал стерилизацию неполноценных по евгеническим соображениям (как отмечает А. А. Любищев: "Правда, прибавлялось, что требовалось «уговорить» неполноценных и получить согласие на стерилизацию, но мы знаем советский смысл слова «уговорить»).

## Семья
- Жена — Раиса Исааковна Серебровская (урождённая Гальперин; 1888—1981), биолог и генетик[7]. А. С. Серебровский женился ещё во время учёбы в университете. Его жена на протяжении всей его жизни была ему верным помощником и другом.
  - Сын — Лев Александрович Серебровский (1922—1996), инженер-полковник, артиллерист, кандидат технических наук, начальник лаборатории Московского НИИ приборной автоматики.
  - Дочери — Юлия и Александра (погибла 26 апреля 1945 года при штурме Пиллау).

## Основные труды
Автор более 150 научных работ, в том числе шести монографий.
1. Серебровский А. С. Гибридизация животных. — М.—Л.: Биомедгиз, 1935. — 289 с.
2. Серебровский А. С. Селекция животных и растений. — М.: Колос, 1969. — 295 с.
3. Серебровский А. С. Генетический анализ. — М.: Наука, 1970. — 342 с.
4. Серебровский А. С. Теоретические основания транслокационного метода борьбы с вредными насекомыми. — М.: Наука, 1971. — 87 с.
5. Серебровский А. С. Некоторые проблемы органической эволюции. — М.: Наука, 1973. — 168 с.
6. Серебровский А. С. Избранные труды по генетике и селекции кур. — М.: Наука, 1976. — 404 с.

Серебровский умело популяризировал науку: его книга «Биологические прогулки» была переиздана трижды (3-е издание, сокр. — М.: Наука, 1973. — 168 с. — 50000 экз.).

## Награды
- орден Трудового Красного Знамени (10.06.1945)
- медаль «За доблестный труд в Великой Отечественной войне 1941—1945 гг.»